# My First Car
My First Car è il terzo EP del gruppo musicale funk statunitense Vulfpeck, pubblicato 5 agosto 2013 dall'etichetta discografica indipendente Vulf Records.

## Tracce
1. Wait for the Moment (feat. Antwaun Stanley) – 3:50
2. The Birdwatcher – 2:35
3. The Speedwalker – 2:28
4. My First Car – 4:31
5. Kuhmilch 74 BPM – 2:11
6. It Gets Funkier III – 3:07